# 1942 v dopravě
Tento článek obsahuje seznam událostí souvisejících s dopravou, které proběhly roku 1942.

## Leden
- 1. ledna

 Trať Chur – Arosa se dostává pod správu Rhétské dráhy.

## Červen
- 24. června

 Byl schválen projekt elektrizace Slovenských železnic soustavou 15 kV 16,7 Hz AC.

## Září
- 10. září

 Do severočeských hnědouhelných dolů dodala firma AEG první elektrickou lokomotivu pro zdejší důlní dráhy elektrizované soustavou 1,5 kV DC.

## Neurčené datum
Byla zahájena stavba metra v Římě.